# Берёзово (Нижегородская область)
Берёзово — деревня в Сокольском районе Нижегородской области. Входит в состав Лойминского сельсовета.
В деревне расположено отделение Почты России (индекс 606675).